# Salvatore Aldisio
Salvatore Aldisio (Gela, 29 de desembre de 1890 – Roma, 27 de juliol de 1964) fou un polític sicilià.

## Biografia
D'origen burgès, de jove es va incorporar al moviment catòlic. El 1906 va ser president del Cercle Juvenil Popular de Terranova di Sicilia i dirigí el diari Il garofano bianco. Es va llicenciar en dret i va lluitar a la Cirenaica en la Guerra italo-turca. Durant la Primera Guerra Mundial fou fet presoner al front del Karst i internat a Bohèmia.
Després de la guerra va esdevenir secretari del Partit Popular Italià de Caltanissetta. A les eleccions legislatives italianes de 1921 fou elegit en les llistes de la PPI pel districte de Caltanissetta-Girgenti-Trapani. També va ser reelegit a les de 1924, però el 1926 va deixar el càrrec per haver pres part en la secessió de l'Aventino. Durant el període feixista va viure a Gela, on va treballar aL seu mas. Després de la invasió aliada de Sicília va assumir el lideratge de la nova Democràcia Cristiana Italiana a Sicília, i més tard va passar a formar part de la direcció nacional del partit.
El març de 1944 va ser nomenat prefecte de Caltanissetta, i el següent mes d'abril va ser nomenat ministre de l'interior del segon govern de Pietro Badoglio. L'agost de 1944 fou nomenat també Alt Comissari de Sicília, càrrec que va ocupar fins que fou elegit diputat a les eleccions legislatives italianes de 1946. Com a comissari es preocupà per impulsar la futura autonomia i s'enfrontà a l'EVIS i al Moviment Independentista Sicilià.
Fou escollit per al Senat d'Itàlia a les eleccions de 1948 i novament a la Cambra dels Diputats a les eleccions de 1953, 1958 i 1963. Fou ministre de marina mercant en el segon i tercer governs d'Alcide De Gasperi (1946-1948), d'obres públiques en el sisè i setè governs d'Alcide De Gasperi (1950-1953) i d'indústria i comerç en el primer govern d'Amintore Fanfani (1954). També fou president de la Confederació de Cooperatives Italianes.
- Finkelstein, Monte S. (1998). Separatism, the Allies and the Mafia: The Struggle for Sicilian Independence, 1943-1948, Bethlehem (Pennsylvania): Lehigh University Press ISBN 0-934223-51-3